# Leptotyphlops albipuncta
Leptotyphlops albipuncta este o specie de șerpi din genul Leptotyphlops, familia Leptotyphlopidae, descrisă de Jan 1861. Conform Catalogue of Life specia Leptotyphlops albipuncta nu are subspecii cunoscute.